# Леоново (Ізносковський район)
Леоново (рос. Леоново) — присілок в Ізносковському районі Калузької області Російської Федерації.
Населення становить 19 осіб. Входить до складу муніципального утворення Село Льнозавод.

## Історія
Від 2004 року входить до складу муніципального утворення Село Льнозавод

## Населення
| 2002 | 2010 |
| ---- | ---- |
| 26   | ↘19  |